# Kościół Świętego Krzyża w Świdnicy
Kościół Świętego Krzyża w Świdnicy - mieści się przy ul. Westerplatte. Kościół wraz z przyległościami tworzy zespół poklasztorny Krzyżowców z Czerwoną Gwiazdą. Zespół składa się ze wspomnianego kościoła oraz komandorii Krzyżowców.

## Historia

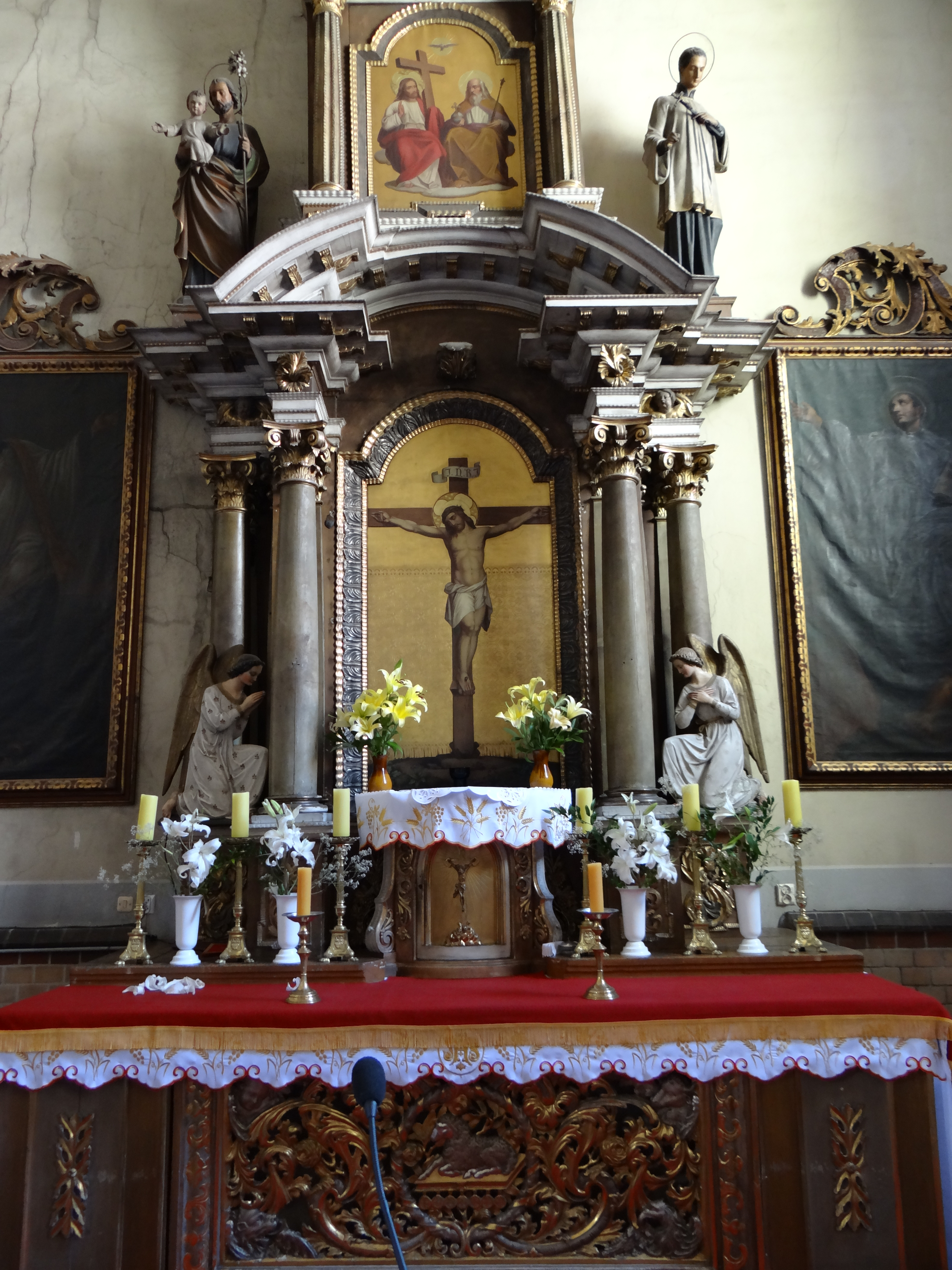
Ołtarz

Historia kościoła sięga roku 1267, kiedy to wzniesiono szpital św. Michała wraz z przyległym kościołem. Oba obiekty zostały przejęte przez Krzyżowców w 1283 roku. Nieco krótszą historię ma komandoria. Powstała w roku 1340. Wielki pożar miasta w 1633 roku strawił także zespół klasztorny. Odbudowano go wraz z komandorią w roku 1712. Ponad 150 lat później, w latach 1865–1868, przeszedł gruntowną przebudowę, dzięki czemu uzyskał wygląd klasycystyczny. W XIX wieku kościół zaadaptowano na mieszkania, przez co stracił swą pierwotna funkcję. Funkcje religijne odzyskał w II połowie XIX. W okresie powojennym zabytek doczekał się dwóch renowacji w latach 1965–1968 oraz w latach 1983–1984. W latach 90. XX wieku odbywała się w tym kościele religia dla dzieci i młodzieży. Kościół w latach 2004 – 2005 pełnił rolę budynku zastępczego dla nowo powstającej parafii pw. Miłosierdzia Bożego. W 2006 roku w kościele odbył się VII Międzynarodowy Festiwal Bachowski, co podniosło prestiż tego miejsca.

## Architektura
Kościół jest budynkiem jednonawowym, murowanym, z trzykondygnacyjną wieżą. Wewnątrz wyposażenie barokowe i klasycystyczne. Komandoria obecnie mieści bibliotekę parafialną.